# Mathias Wichmann
Pour les articles homonymes, voir Wichmann.
Mathias Wichmann, né le 6 août 1991 à Aalborg au Danemark est un footballeur danois, qui évolue au poste de milieu défensif au FK Jerv.

## Biographie

### En club
Né à Aalborg au Danemark, Mathias Wichmann est formé par le club de sa ville natale, l'Aalborg BK.
Le 7 janvier 2015, lors du mercato hivernal, Mathias Wichmann s'engage librement en faveur du Viborg FF.
En juin 2017, il fait partie des joueurs laissés libres par le Viborg FF, il quitte donc le club au terme de son contrat à la fin de ce mois.
Le 26 juillet 2017, Wichmann s'engage en faveur du FK Jerv. Il joue son premier match sous ses nouvelles couleurs le 30 juillet 2017 face au Levanger FK, lors d'une rencontre de deuxième division norvégienne. Il est titularisé et son équipe s'impose par un but à zéro ce jour-là.
Lors de la saison 2021 il participe à la montée historique du club en première division, le FK Jerv sortant vainqueur de son match de barrage face au SK Brann et accède ainsi pour la première fois de son histoire à l'élite du football norvégien.
Wichmann joue son premier match dans l'Eliteserien, l'élite du football norvégien, le 3 avril 2022, lors de la première journée de la saison 2022 face au Strømsgodset IF. Titulaire et capitaine, il délivre une passe décisive pour Willis Furtado (en) sur le but vainqueur de son équipe (1-0 score final). Il marque son premier dans l'Eliteserien le 2 octobre 2022, face à Hamarkameratene. Son équipe est toutefois battue par deux buts à un ce jour-là.

### En sélection
Mathias Wichmann compte quatre sélections avec l'équipe du Danemark espoirs, toutes obtenues en 2011.

## Carrière
| Saison                | Club                  | Championnat           | Championnat | Championnat | Coupe(s) nationale(s) | Coupe(s) nationale(s) | Compétition(s) continentale(s) | Compétition(s) continentale(s) | Compétition(s) continentale(s) | Total | Total |
| Saison                | Club                  | Division              | M.          | B.          | M.                    | B.                    | Comp.                          | M.                             | B.                             | M.    | B.    |
| 2009 - 2010           | AaB Ålborg            | SAS Ligaen            | 3           | 0           | -                     | -                     | -                              | -                              | -                              | 3     | 0     |
| 2010 - 2011           | AaB Ålborg            | SAS Ligaen            | 28          | 0           | 2                     | 0                     | -                              | -                              | -                              | 30    | 0     |
| 2011 - 2012           | AaB Ålborg            | SAS Ligaen            | 27          | 2           | -                     | -                     | -                              | -                              | -                              | 27    | 2     |
| 2012 - 2013           | AaB Ålborg            | SAS Ligaen            | 27          | 2           | 2                     | 0                     | -                              | -                              | -                              | 29    | 2     |
| 2013 - 2014           | AaB Ålborg            | SAS Ligaen            | 11          | 0           | 6                     | 0                     | C3                             | 2                              | 0                              | 19    | 0     |
| 2014 - 2015           | AaB Ålborg            | SAS Ligaen            | 11          | 1           | 2                     | 0                     | C1/C3                          | 5                              | 0                              | 18    | 1     |
| Sous-total            | Sous-total            | Sous-total            | 107         | 5           | 12                    | 0                     | -                              | 7                              | 0                              | 126   | 5     |
| 2014 - 2015           | Viborg FF             | NordicBet Ligaen      | 4           | 0           | -                     | -                     | -                              | -                              | -                              | 4     | 0     |
| 2015 - 2016           | Viborg FF             | SAS Ligaen            | 24          | 1           | 3                     | 1                     | -                              | -                              | -                              | 27    | 2     |
| 2016 - 2017           | Viborg FF             | SAS Ligaen            | 7           | 0           | 1                     | 0                     | -                              | -                              | -                              | 8     | 0     |
| Sous-total            | Sous-total            | Sous-total            | 35          | 1           | 4                     | 1                     | -                              | 0                              | 0                              | 39    | 2     |
| Total sur la carrière | Total sur la carrière | Total sur la carrière | 96          | 4           | 10                    | 0                     | -                              | 2                              | 0                              | 108   | 4     |

1. ↑  À partir de janvier 2015.

## Palmarès
- Championnat du Danemark en 2014